# Efterretningstjeneste
En efterretningstjeneste er en organisation som arbejder internationalt/ nationalt med kontrol af sikkerhed, indsamling af efterretninger etc. i forbindelse med spionage, kontraspionage, terrorisme, kriminalitet og andet.
En efterretningstjeneste er også set kaldet efterretningsvæsen, sikkerhedstjeneste og sikkerhedsvæsen.
Nogle efterretningstjenester oprettet i et udvalg af lande:

## Australien
- ASIS – Australian Secret Intelligence Service.
- ASIO – Australian Security Intelligence Organisation.

## Canada
- CSIS – Canadian Security Intelligence Service, efterretningsvæsenet.
- RCMP – Royal Canadian Mounted Police, modsvarende det danske PET.
- CSE – Communications Security Establishment, sikkerhedtjenesten

## Cuba
- Dirección General de Inteligencia – efterretningstjeneste underlagt indenrigsministeriet.

## Danmark
- FE – Forsvarets Efterretningstjeneste
- PET – Politiets Efterretningstjeneste
- NSK - National enhed for Særlig Kriminalitet

## Nederland
- AIVD - Algemene Inlichtingen en Veiligheidsdienst
- MIVD - Militaire Inlichtingen en Veiligheidsdienst

## Nordkorea
- SSDN – State Security Department of North Korea

## Norge
- PST – Politiets Sikkerhetstjeneste.
- Stortingets sikkerhetstjeneste – Stortingets sikkerhetstjeneste.
- FOST – Forsvarets sikkerhetstjeneste.
- NSM – Nasjonal sikkerhetsmyndighet.

## Storbritannien
- MI 5 – Security Service, national sikkerhed.
- MI 6 – Secret Intelligence Service (SIS), tidligere den militære efterretningstjeneste, nu oversøisk spionage.

## Frankrig
- DGSE – Direction générale de la sécurité extérieure, kontraspionage.
- SDECE – Service de documentation extérieure et de contre-espionnage, tidligere kontraspionage.

## Iran
- SAVAK – Sazeman-i Ettelaat va Amniyat-i Keshvar, sikkerhedstjeneste fra 1957 til 1979.
- VEVAK – Vezarat-e Ettela'at va Amniyat-e Keshvar, sikkerhedstjeneste, oprettet 1984.
- Oghab 2 – Kontraspionage, oprettet 2005.

## Israel
- Mossad – ha-Mossad le-Modiin ule-Tafkidim Meyuhadim. Institut for efterretninger og specielle opgaver.
- Shin Bet – Sherut ha-Bitachon ha-Klali også kaldet Shabak. Hoved-efterretningstjeneste.

## Kina
- MSS –  Guojia Anquan Bu, sikkerheds- og efterretningstjeneste, oprettet 1983
- 2PLA –  Zhōngguó Rénmín Jiěfàng Jūn, militær efterretningstjeneste

## New Zealand
- NZSIS – New Zealand Security Intelligence Service.
- GCSB – Government Communications Security Bureau.

## Rusland
- FSB – Federalnaja Sluzjba Bezopasnosti, russisk føderal indenrigs sikkerhedstjeneste, tidligere KGB .
- SVR – Sluzjba Vnesjnej Razvedki, russisk udenrigsefterretningstjeneste, tidligere KGB .
- GRU – Glavnoje Razvedyvatelnoje Upravlenije, russisk militær efterretningstjeneste.

## Sovjetunionen
- Cheka – Chrezvychajnaja Kommisija po Bor'be s Kontrrevoljutsiej, Russiske Føderative Sovjetrepublik første efterretningstjeneste, en komité med ekstraordinære beføjelser under borgerkrigen mod de kontrarevolutionære kræfter.
- NKVD – Narodnyi Komissariat Vnutrennikh Del, Indenrigskommisariatet (indenrigsministeriet), hvorunder det hemmelige politi hørte.
- KGB – Komitet Gosudarstvennoj Besopasnosti, statssikkerhedstjeneste.

## Sverige
- Säkerhetspolisen fork. Säpo.
- MUST – Den Militära Underrättelse- och Säkerhetstjänsten.

## Sydafrika
- South African Bureau of State Security – BOSS, syd-afrikansk sikkerhedstjeneste, 1966 – 1980.

## Tyskland

### Tyskland (i dag)
De tre tyske hoved-efterretningstjenester er:
- BND – Bundesnachrichtendienst (udland)
- BfV – Bundesamt für Verfassungsschutz (indland)
- MAD – Militärischer Abschirmdienst (militærisk)

Mindre kontorer, som også har efterretningstjenestelige opgaver, er:
- LfV – Landesbehörden für Verfassungsschutz (en i hver af de 16 delstater; i samarbejde med BfV)
- Zentralstelle für Information und Kommunikation der Bundespolizei
- BSI – Bundesamt für Sicherheit in der Informationstechnik (arbejder på IT-området)
- ZNBw – Zentrum für Nachrichtenwesen der Bundeswehr (militærisk, opløst 2007)

### Østtyskland  (1950-1989)
- Stasi – Staatssicherheit, hemmeligt politi.

### Tyskland (1922-1945)
- Abwehr – Abteilung Wehrmacht, den tyske værnemagts efterretningstjeneste.
- Gestapo – Geheime Staatspolizei, det hemmelige statspoliti.
- RSHA – Reichssicherheitshauptamt, paraplyorganisation for det tyske sikkerhedspolit fra1939 til 1945.
- SIPO – Sicherheitspolizei, paraplyorganisation for Gestapo og SD fra 1934 til 1939.
- SD – Sicherheitsdienst, SS's sikkerhedstjeneste.

## USA
- CIA – Central Intelligence Agency, som arbejder med udenlandske/ internationale forhold.
- DHS – Department of Homeland Security, oprettet d. 25. november 2002 på grundlag af angrebet på World Trade Centret i New York d. 11. september 2001.
- DIA – Defense Intelligence Agency, agentur tilknyttet det amerikanske forsvarsministerium.
- FBI – Federal Bureau of Investigation, som arbejder med nationale forhold.
- NSA – National Security Agency, generelt ansvarlig for aflytning af national og international telekommunikation.
- NCIS – Naval Criminal Investigation Service, efterforsker sager som har til tilknytning til den amerikanske flåde og marineinfanteri.

## Zimbabwe
- Central Intelligence Organization – hemmeligt politi i Zimbabwe.